# LORAN

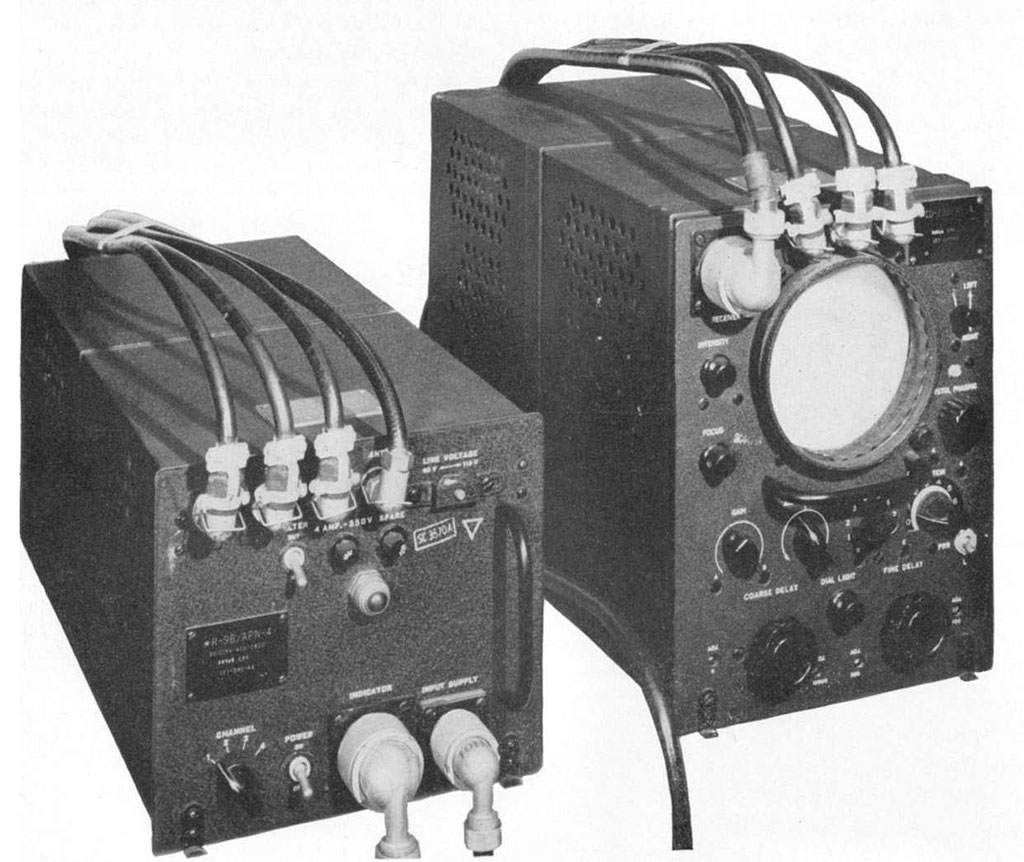
Радиостанция системы LORAN, используемая в 1960-х.

LORAN (англ. LOng RAnge Navigation) — навигационная система  наземного движения . Система LORAN была разработана Альфредом Лумисом и широко использовалась кораблями ВМС США и Великобритании в годы Второй мировой войны. В изменённом виде использовалась ВВС, палубной авиацией ВМС и авиацией Береговой охраны США до 1980 года. До недавнего времени требовалась  для использования  гражданской авиации.
LORAN представлял собой  навигационную систему, которая позволяла приемнику определять местоположение. LORAN объединил два различных метода, чтобы обеспечить сигнал, который был одновременно дальним и очень точным, свойства, которые раньше были конкурентами Недостатком являлось необходимость использовать дорогостоящее и тяжёлое приёмное оборудование, поэтому Loran-C после его внедрения в 1957 использовался в основном с военными целями
К 1970-м годам стоимость, вес и размер электроники, необходимой для реализации Loran-C, резко сократились из-за появления  твердой электроники  Недорогие и простые в использовании устройства Loran-C стали распространены с конца 1970-х годов, особенно в начале 1980-х годов, что привело к тому, что более ранняя система LORAN была отключена в пользу установки большего количества станций Loran-C по всему миру. Loran-C стала одной из самых распространенных и широко используемых навигационных систем для больших районов Северной Америки, Европы, Японии , всей Атлантики и Тихого океана. В Советском Союзе действовала почти идеальная система — «Чайка».
Появление  гражданской спутниковой навигации в 1990-х годах привело к очень быстрому сокращению использования Loran-C. Дискуссии о будущем Loran-C начались в 1990-х годах, и имели несколько дат отключения, впоследствии отмененные. В 2010 году были закрыты системы США и Канады, а также общие станции Loran-C/«Чайка» с Россией. Несколько других цепей оставались активными, и некоторые были модернизированы для дальнейшего использования. В конце 2015 года навигационные сети в большинстве стран Европы были отключены. В декабре 2015 года в Соединенных Штатах было также возобновлено обсуждение улучшения системы Loran-C и NIST предлагал улучшать разработку приемника eLoran размером с наперсток для распределения сигналов.
Недавно было введено законодательство Соединенных Штатов, такое как закон «О национальной устойчивости и безопасности» 2017 года и другие законопроекты, которые могут воскресить Loran.

## История

### Loran-A
Оригинальный Лоран был предложен Альфредом ли Лумисом на заседании Microwave Committee. Авиакорпус армии Соединенных Штатов заинтересовался концепцией аэронавигации, и после некоторого обсуждения они вернули требование к системе, предлагающей точность около 1 мили (1,6 км) на дальности 200 миль (320 км) и максимальную дальность до 500 миль (800 км) для самолётов высокого полета. Microwave Committee, к этому времени организованный в то, что станет радиационной лабораторией MIT, занялся разработкой Project 3. Во время первых встреч член группы по связям с Великобританией Таффи Боуэн упомянул, что он знает, что британцы также работают над аналогичной концепцией, но не располагает информацией о её эффективности.
Команда разработчиков, возглавляемая Лумисом, быстро продвинулась в разработке передатчика и протестировала несколько систем в течение 1940 года, прежде чем остановиться на источнике в 3 МГц. Обширные исследование мощности сигнала были проведены путем монтажа обычного радиоприемника в автомобиле и объезда территории вокруг восточных штатов. Однако, изготовленная на заказ конструкция приемника и связанные с ней дисплеи электронно-лучевой трубки оказались более серьёзной проблемой. Несмотря на несколько попыток решить эту проблему, нестабильность дисплея не позволяла проводить точные измерения.
К этому времени команда стала гораздо лучше знакома с британской системой Gee и знала об их связанной работе над «стробами», генератором временной базы, который производил хорошо расположенные «пипсы» на дисплее, которые можно было использовать для точного измерения. Они встретились с командой Gee в 1941 году и сразу же приняли это решение. Это совещание также показало, что Project 3 и Gee требуют почти идентичных систем с аналогичными характеристиками, дальностью действия и точностью, но Gee уже завершала базовую разработку и приступала к первоначальному производству, что сделало Project 3 излишним.
В ответ команда Project 3 сказала армейским ВВС принять Gee и перестроила свои собственные усилия по обеспечению дальней навигации по океанам. Это привело к интересу Военно-Морского флота Соединенных Штатов, и серия экспериментов быстро продемонстрировала, что системы, использующие базовую концепцию Gee, но работающие на более низкой частоте около 2 МГц, будут предлагать разумную точность порядка нескольких миль на расстояниях порядка 1250 миль (2010 км), по крайней мере ночью, когда сигналы этого диапазона частот в состоянии пропустить ионосферу. Последовало быстрое развитие, и система, охватывающая западную Атлантику, была введена в действие в 1943 году. Затем последовали дополнительные станции, сначала охватывающие европейскую сторону Атлантики, а затем большое расширение в Тихом океане. К концу войны насчитывалось 72 действующих Лоран-станции и целых 75 000 приемников.
В 1958 году эксплуатация системы LORAN была передана береговой охране Соединенных Штатов, которая переименовала систему «Loran-A».

### LF LORAN
Существует два способа реализации временных измерений, необходимых для гиперболической навигационной системы, импульсных систем синхронизации, таких как Gee и LORAN, и фазовых систем синхронизации, таких как система Decca Navigator.
Первый требует резких импульсов сигнала, и их точность обычно ограничивается тем, как быстро импульсы могут быть включены и выключены, что является функцией несущей частоты. Существует неопределенность в сигнале; одни и те же измерения могут быть действительны в двух местах относительно вещателей, но при нормальной работе они находятся на расстоянии сотен километров друг от друга, поэтому данная возможность может быть исключена.
Вторая система использует постоянные сигналы («непрерывная волна») и выполняет измерения путем сравнения фазы двух сигналов. Эта система проста в использовании даже на очень низких частотах. Однако её сигнал неоднозначен на расстоянии длины волны, что означает, что есть сотни мест, которые будут возвращать один и тот же сигнал. Decca называл эти неоднозначные места ячейками. Это требует некоторого другого метода навигации, который будет использоваться совместно, чтобы выбрать, в какой ячейке находится приемник, а затем использовать измерения фазы для точного размещения приемника в ячейке.
Были предприняты многочисленные усилия по созданию какой-то вторичной системы с низкой точностью, которая могла бы использоваться с системой сравнения фаз, такой как Decca, для устранения неоднозначности. Среди многих методов были системы направленного вещания, известные как POPI, и различные системы, сочетающие синхронизацию импульсов для навигации с низкой точностью, а затем использующие сравнение фаз для точной настройки. Сами Decca выделили одну частоту, «9f», для тестирования этой концепции, но не имели возможности сделать это намного позже. Аналогичные концепции использовались также в экспериментальной системе Navarho в Соединенных Штатах.
С самого начала проекта Лорана было известно, что те же самые ЭЛТ-дисплеи, которые показывали импульсы Лорана, могли при соответствующем увеличении также показывать отдельные волны промежуточной частоты. Это означало, что согласование импульсов может быть использовано для получения грубого исправления, а затем оператор может получить дополнительную точность синхронизации, выстраивая отдельные волны в импульсе, как Decca. Это можно было бы либо использовать для значительного повышения точности LORAN, либо попеременно предлагать аналогичную точность, используя гораздо более низкие несущие частоты, и, таким образом, значительно расширить диапазон. Это потребовало бы синхронизации передающих станций как по времени, так и по фазе, но большая часть этой проблемы была решена инженерами Decca.
Дальнодействующий вариант представлял значительный интерес для береговой охраны, которая в 1945 году создала экспериментальную систему, известную как LF LORAN. Это работало на гораздо более низких частотах, чем оригинальный LORAN, на 180 кГц, и требовало очень длинных антенн на воздушном шаре. Тестирование проводилось в течение всего года, включая несколько дальних рейсов до Бразилии. Экспериментальная система была затем отправлена в Канаду, где она использовалась во время операции Muskox в Арктике. Было установлено, что точность составляет 150 футов (46 м) на 750 милях (1210 км), что является значительным продвижением над Лораном. С окончанием Muskox было решено сохранить систему, работающую под тем, что стало известно как «операция Musk Calf», управляемая группой, состоящей из ВВС США, Королевских канадских ВВС, Королевского канадского флота и Королевского корпуса сигналов. Система работала до сентября 1947 года.
Это привело к другой крупной серии испытаний, на этот раз недавно сформированных ВВС США, известных как операция Beetle. Beetle был расположен на Крайнем Севере, на границе Канады и Аляски, и использовал новые стальные башни высотой 625 футов (191 м), заменив более ранние кабельные антенны с воздушным шаром. Система начала функционировать в 1948 году и работала в течение двух лет до февраля 1950 года. К сожалению, станции оказались плохо расположены, так как радиопередача по вечной мерзлоте была намного короче, чем ожидалось, и синхронизация сигналов между станциями с использованием наземных волн оказалась невозможной. Испытания также показали, что система была чрезвычайно сложна в использовании на практике; оператору было легко выбрать неправильные участки сигналов на их дисплее, что приводило к значительной погрешности в реальности.

## Принципы работы

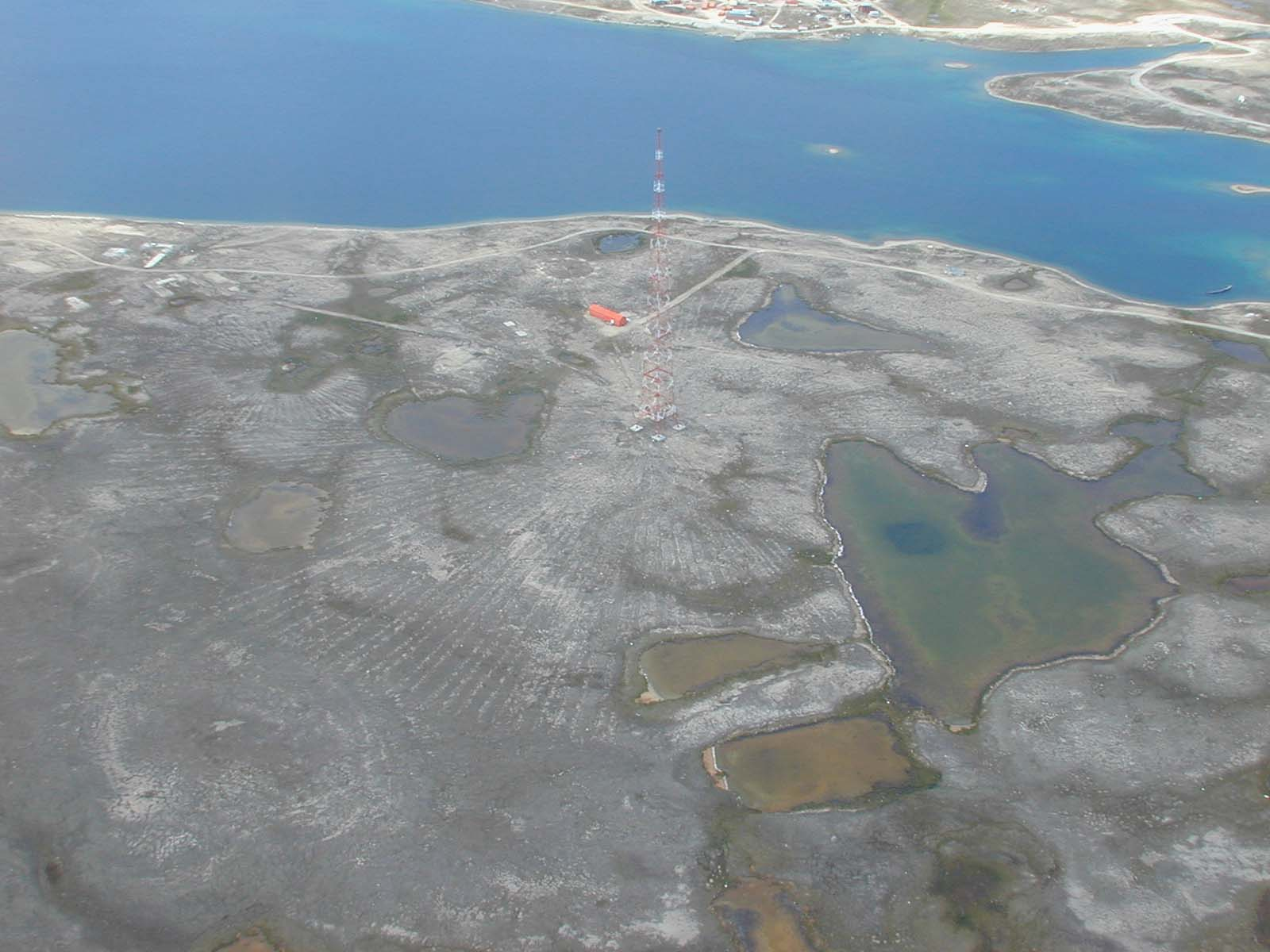
Передатчик LORAN в заливе Кембридж, Канада (высота 189 м)

Импульсно-фазовая разностно-дальномерная система LORAN-C работает на частоте 100 кГц. На этих частотах поглощение радиоволн в ионосфере может быть значительным, особенно при больших углах падения. Система LORAN-C относится к классу гиперболических систем, хотя и основана на измерении не фазы, а задержки импульсов, принимаемых от цепочки передающих станций. В каждой цепочке одна из станций является ведущей, а остальные — ведомые. Все они точно синхронизируются. Приёмник измеряет точность прихода импульсов с точностью 0,1 мкс, и, если используется земная волна, местоположение может определяться с точностью 150 м на расстояниях до 1500 км (на море). В общем случае сигнал представляет собой сумму земной волны и сигналов, отражённых один или несколько раз от ионосферы. На расстояниях свыше 2000 км ионосферная волна преобладает и точность будет зависеть от состояния ионосферы. Испытания показали, что в отдельных случаях могут возникнуть ошибки в несколько километров. Таким образом, даже при идеальных условиях система LORAN-C не будет иметь точность, которую обеспечивают спутниковые системы GPS и ГЛОНАСС.

## Создание
За техническую реализацию тактической навигационной системы последней модификации (Tactical LORAN) для военных нужд отвечали следующие частные подрядчики:
- Lear Siegler, Гранд-Рапидс, Мичиган;
- Sperry Rand Corp., Грейт-Нек, Лонг-Айленд;
- Teledyne, Inc., Лос-Анджелес, Калифорния.

Система предназначена для использования летательными аппаратами истребительно-бомбардировочной, штурмовой и военно-транспортной авиацией. Общее руководство программой работ от ВВС США осуществлялось отделом электронных систем Управления разработки систем и вооружения, Хэнском-Филд, Массачусетс.

## Современность
На сегодняшний день навигационная система LORAN-C имеет в мире 34 цепи, охватывающие территорию США, Северной Европы и прилегающих морских районов в северном полушарии. Приёмниками LORAN-C оснащены отдельные образцы терминалов американской системы Omnitracs. В России эксплуатируется система аналогичного назначения, что и LORAN-C, получившая название «Чайка».
В ноябре 2009 года береговая охрана США объявила, что система LORAN-C не требуется для морской навигации. Это решение ставило дальнейшее существование LORAN и eLORAN в США на усмотрение секретаря министерства национальной безопасности США. В соответствии с актом об ассигнованиях министерства национальной безопасности США береговая охрана США прекратила передачу всех сигналов LORAN-C 8 февраля 2010 года. Это прекращение не затронуло участие США в российско-американской или канадской сети Canadian LORAN-C. Участие США в этих сетях продолжилось временно в соответствии с международными соглашениями.
Пользователям системы LORAN-C было рекомендовано для навигации использовать систему GPS. С 1 августа 2010 года была прекращена работа американских станций LORAN-C в составе российско-американской цепи, а с 3 августа 2010 года и в составе американо-канадской цепи. Таким образом в настоящее время работа системы LORAN-C на территории США полностью завершена.
Предполагается, что некоторые объекты старой системы LORAN будут использоваться в обновленной системе eLORAN, которая отличается использованием аппаратуры нового типа с цифровой обработкой сигнала, обеспечивающей точность определения координат, сравнимую с СНС. eLORAN так же будет включена в систему передачи сигналов единого времени.
Систему eLORAN планируется развивать и использовать в будущем как вспомогательную совместно с глобальными спутниковыми системами навигации. Одно из важных качеств данной системы по мнению специалистов — устойчивость к помехам, связанная с использованием диапазона длинных радиоволн для передачи сигналов. В то время как для спутниковой системы GPS подтверждена возможность постановки преднамеренных помех и нарушения нормальной работы системы.
В 2014 году Норвегия и Франция объявили, что все их оставшиеся передатчики, которые составляют значительную часть системы Eurofix, будут закрыты 31 декабря 2015 года.[34] два оставшихся передатчика в Европе (Anthorn, Великобритания и Sylt, Германия) больше не смогут поддерживать службу позиционирования и навигации Loran, в результате чего Великобритания объявила, что её пробная служба eLoran будет прекращена с той же даты.